# Långflon
Långflon is een gehucht binnen de gemeente Torsby in de Zweedse regio Värmland. Het gehucht is gesitueerd in het meest dunbevolkte gebied van Värmland, aan het Höljessön en tegen de Noorse grens aan. Door het gehucht loopt de riksväg 62 en de Klarälven.
Het plaatsje staat vooral bekend om zijn grenshandel, vanwege de vele Noren die boodschappen komen doen in het goedkopere Zweden. Ook al woont er in het gehucht bijna niemand, er is toch een supermarkt, tankstation en motel te vinden. In augustus 2013 is begonnen met de bouw van een groot winkelcentrum waar de supermarkt en een aantal nieuwe winkels gevestigd zullen worden. Het overdekte centrum heeft na voltooiing een oppervlakte van 16.300 vierkante meter.